# El Pinillo
El Pinillo är en ort i Mexiko.   Den ligger i kommunen Epazoyucan och delstaten Hidalgo, i den sydöstra delen av landet, 80 km nordost om huvudstaden Mexico City. El Pinillo ligger 2 649 meter över havet och antalet invånare är 135.
Terrängen runt El Pinillo är kuperad norrut, men söderut är den platt. Runt El Pinillo är det ganska tätbefolkat, med 80 invånare per kvadratkilometer. Närmaste större samhälle är Pachuca de Soto, 19,4 km nordväst om El Pinillo. Trakten runt El Pinillo består till största delen av jordbruksmark.